# 로버트 다우니 시니어
로버트 다우니 시니어(Robert Downey Sr., 1936년 6월 24일 ~ 2021년 7월 7일)는 미국의 배우이자 영화 감독이다.

## 작품 목록
- 타워 하이스트 - 판사 라모스 역
- 라디오 언네이머블